# Ретракция Шарафутдинова
Ретракция Шарафутдинова — конструкция, позволяющая построить ретракцию риманова многообразия по выпуклой функции на нём.
Впервые использована в 1979 году Шарафутдиновым в доказательстве того, что любые две души в многообразии с неотрицательной секционной кривизной изометричны.

## Конструкция
Пусть {\displaystyle M} — связное риманово многообразие, {\displaystyle f:M\to \mathbb {R} } — выпуклая функция и {\displaystyle s=\max\{\,f(x)\mid x\in M\,\}}. Для {\displaystyle t\leq s} обозначим через {\displaystyle M_{t}} множество {\displaystyle \{\,x\in M\mid f(x)\leq t\}}.
Ретракция Шарафутдинова — это семейство отображений {\displaystyle \Phi _{t}:M\to M_{t}}, которое является тождественным на {\displaystyle M_{t}} такое, что если {\displaystyle f(x)<t} то {\displaystyle \Phi _{t}(x)} лежит на градиентной кривой из {\displaystyle x} функции {\displaystyle f} и при этом {\displaystyle f(\Phi _{t}(x))=t}.

## Свойства
- Отображения {\displaystyle \Phi _{t}:M\to M_{t}} являются короткими.
- Если {\displaystyle t\geq \tau } то {\displaystyle \Phi _{t}\circ \Phi _{\tau }=\Phi _{t}}.